# Norddeutscher Lloyd
La Norddeutscher Lloyd (abbreviato in NDL) (in inglese North German Lloyd) è stata una compagnia armatrice tedesca.

## Storia
La compagnia è stata fondata a Brema il 20 febbraio 1857 da Hermann Henrich Meier e Eduard Crüsemann. Tra la fine del XIX e dell'inizio del XX secolo  è stata una delle principali compagnie di navigazione del mondo, soprattutto sulle rotte transatlantiche, grazie alle sue navi SS Europa e SS Bremen, vincitrici del Nastro Azzurro.
Il 1º settembre del 1970 la Norddeutsche Lloyd si fuse con la grande rivale HAPAG di Amburgo, per costituire la Hapag-Lloyd AG.

## Navi celebri
- SS Kaiser Wilhelm der Große (Nastro Azzurro dal 1898 al 1900)
- SS Kronprinz Wilhelm (Nastro Azzurro dal 1902 al 1903)
- SS Europa (Nastro Azzurro dal 1930 al 1933)
- SS Bremen (Nastro Azzurro dal 1929 al 1930 e nel 1933)
- SS Prinz Friedrich Wilhelm
- SS Prinz Eitel Friedrich
- SS Kaiser Wilhelm II
- SS Steuben
- Pfalz, piroscafo (1893-1904)